# Ляскувка-Хоронська
Ляскувка-Хоронська (пол. Laskówka Chorąska) — село в Польщі, у гміні Домброва-Тарновська Домбровського повіту Малопольського воєводства.
Населення — 679 осіб (2022).
У 1975-1998 роках село належало до Тарновського воєводства.

## Демографія
Демографічна структура станом на 31 березня 2011 року:
|          | Загалом | Допрацездатний вік | Працездатний вік | Постпрацездатний вік |
| -------- | ------- | ------------------ | ---------------- | -------------------- |
| Чоловіки | 351     | 77                 | 251              | 23                   |
| Жінки    | 334     | 73                 | 195              | 66                   |
| Разом    | 685     | 150                | 446              | 89                   |